# Svart taggsvamp
Svart taggsvamp (Phellodon niger) är en svampart som först beskrevs av Elias Fries, och fick sitt nu gällande namn av Petter Adolf Karsten 1881. Svart taggsvamp ingår i släktet lädertaggsvampar och familjen Bankeraceae.  Arten är reproducerande i Sverige. Inga underarter finns listade i Catalogue of Life.

## Källor

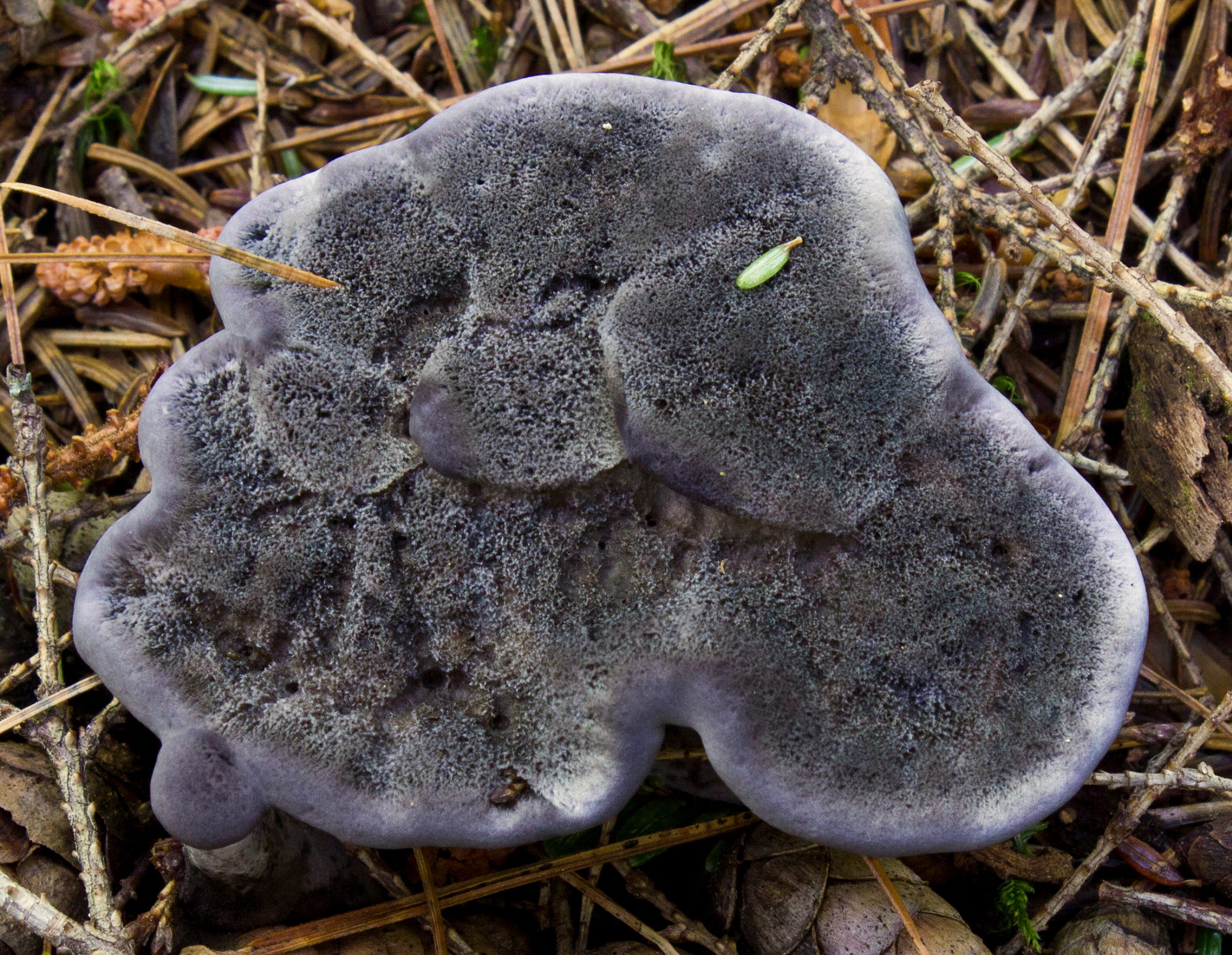
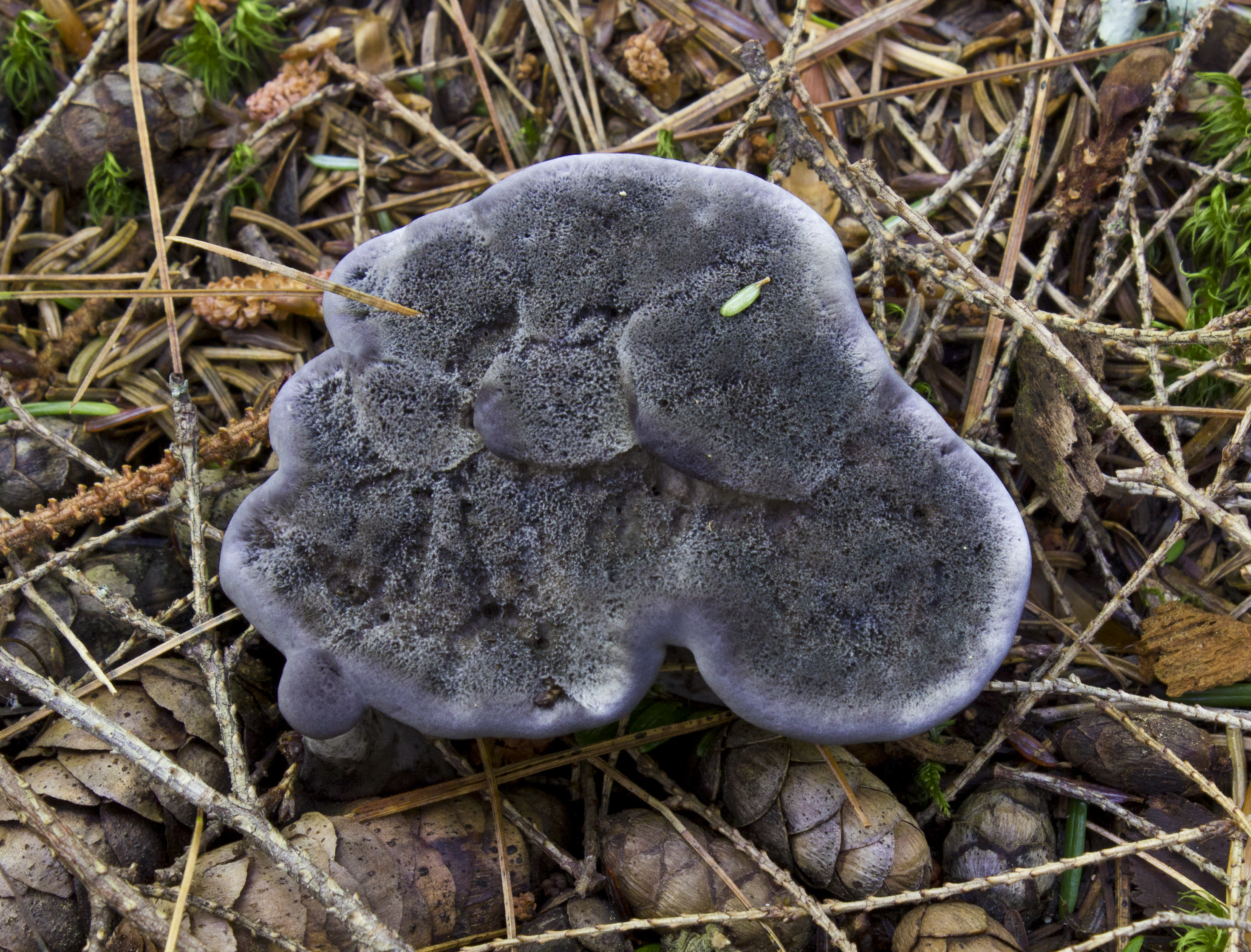
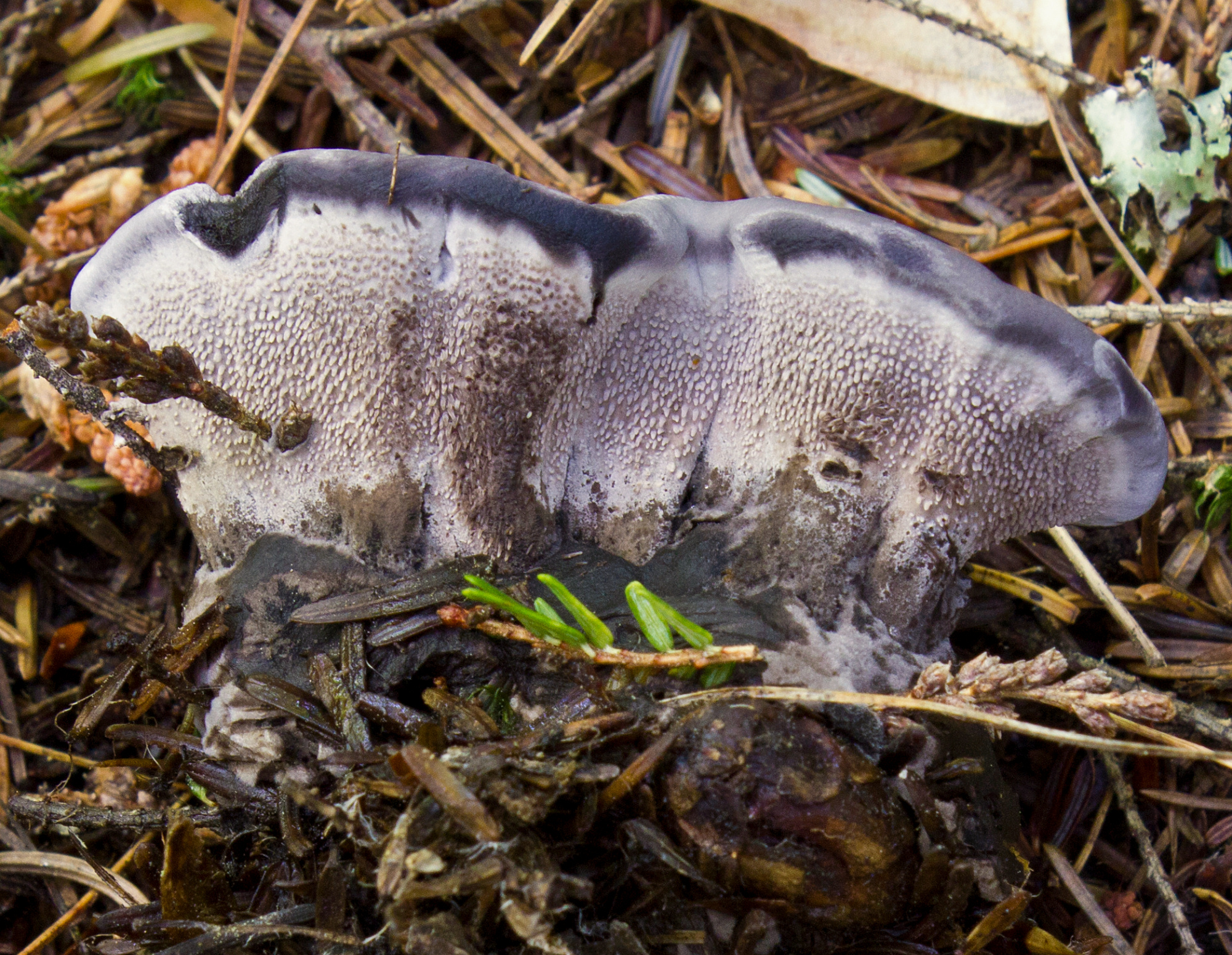
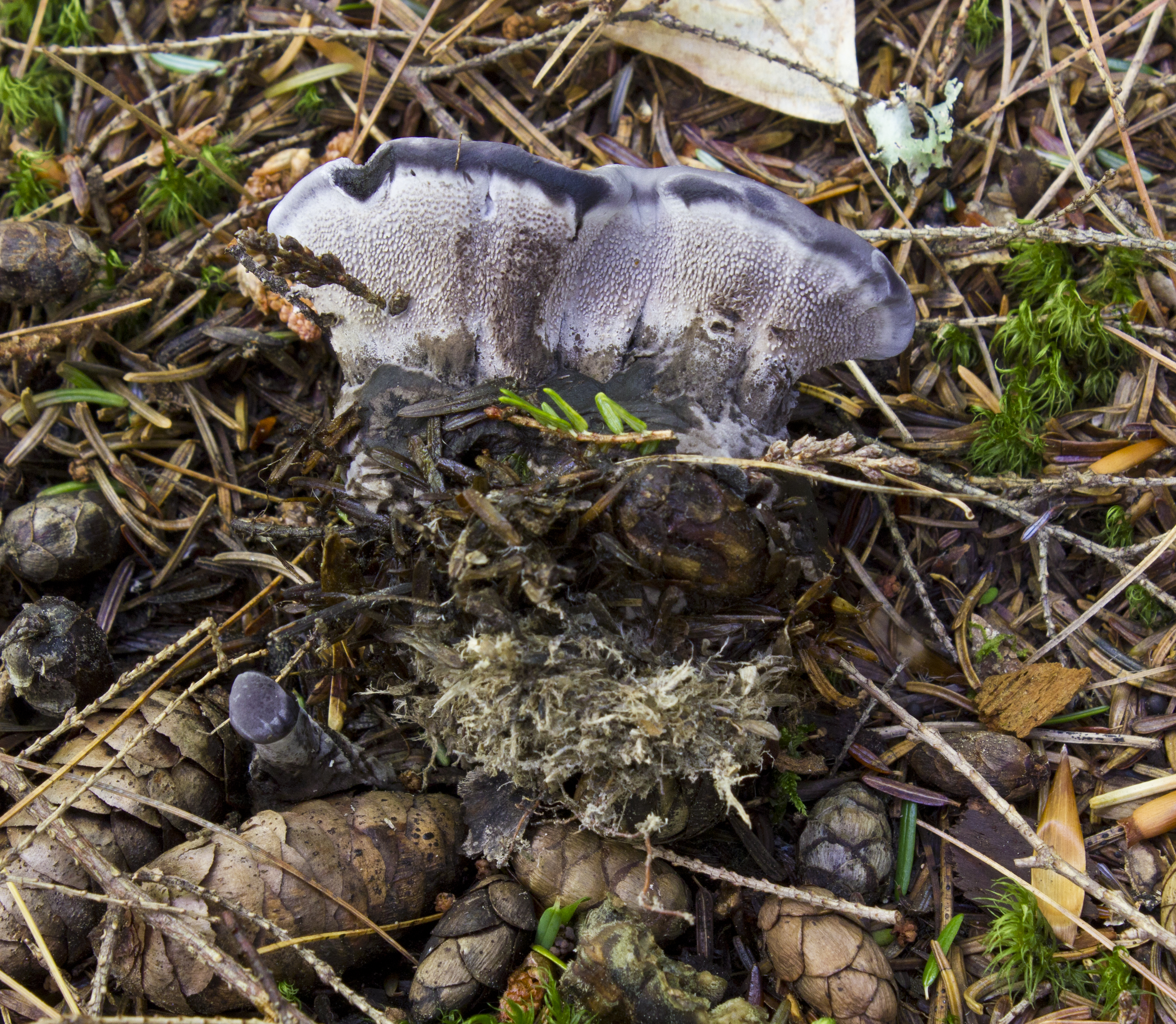